# Neomochtherus hybopygus
Neomochtherus hybopygus är en tvåvingeart som beskrevs av Tsacas 1968. Neomochtherus hybopygus ingår i släktet Neomochtherus och familjen rovflugor. Inga underarter finns listade i Catalogue of Life.